# Jigajeevani, Indi
Jigajeevani là một làng thuộc tehsil Indi, huyện Bijapur, bang Karnataka, Ấn Độ.